# Casele Micești
Casele Micești – wieś w Rumunii, w okręgu Kluż, w gminie Feleacu. W 2011 roku liczyła 30 mieszkańców.